# ريتشارد غروسمان
ريتشارد غروسمان (بالإنجليزية: Richard Grossman) هو ناشر أمريكي، ولد في 26 يونيو 1921، وتوفي في 27 يناير 2014.